# ديشون وين
ديشون وين (بالإنجليزية: DeShawn Wynn)‏ هو لاعب كرة قدم أمريكية أمريكي، ولد في 9 أكتوبر 1983 في سينسيناتي في الولايات المتحدة.

## وصلات خارجية
- ديشون وين على موقع مرجع كرة القدم المحترفة.كوم (الإنجليزية)